# 岡本ゆり
岡本 ゆり（おかもと ゆり、1958年6月5日 - ）は、日本の漫画家。岡山県出身。女性。代表作に『It's年下時代』・『ニンジン・ぱせり』・『スケ番天使さやかがゆく』など。

## 来歴・作風
1976年、「二人の恋のラブレター」が週刊少女コミック新人賞を受賞。翌『1977年『別冊少女コミック』４月号掲載の『16歳のメロディー』でデビュー。主として『別冊少女コミック』・『ちゃお』（小学館）・『ひとみ』・『デジール』（秋田書店）で活躍し、明朗快活な男女恋愛の話を描いている。
2000年代からは、ハーレクィンロマンスの漫画化と、釣り関係のエッセー漫画を描いている。

## 単行本リスト
- It's年下時代　全3巻　フラワーコミックス（小学館）

1. 1980年7月
2. 1980年9月
3. ISBN 978-4091306630、1980年12月

- Sunれでぃー　全3巻　フラワーコミックス（小学館）

1. ISBN 978-4091308214、1981年9月20日発行
2. ISBN 978-4091308221、1981年12月20日発行
3. 1982年2月発行

- まゆから友へ (岡本ゆり傑作集1)　フラワーコミックス（小学館）　ISBN 978-4091310217　1982年5月発行
- 春待ち草(岡本ゆり傑作集2)　フラワーコミックス（小学館）　ISBN 978-4091310224　1982年8月発行
- 三つの赤いハイヒール(岡本ゆり傑作集3)　フラワーコミックス（小学館）　ISBN 978-4091310231　1982年10月
- ニンジン・パセリ　全4巻　フラワーコミックス（小学館）

1. ISBN 978-4091312617、1983年8月20日発行
2. ISBN 978-4091312624、1984年2月20日発行
3. ISBN 978-4091312631、1984年6月20日発行
4. ISBN 978-4091312648、1984年10月20日発行

- マルビグルメ倶楽部　ひとみコミックス（秋田書店）　ISBN 978-4253081016　1987年1月発行
- スケ番天使さやかがゆく! 　全7巻　ひとみコミックス（秋田書店）

1. ISBN 978-4253082419、1988年9月発行
2. ISBN 978-4253082426、1989年3月発行
3. ISBN 978-4253082433、1989年7月発行
4. ISBN 978-4253082440、1989年12月発行
5. ISBN 978-4253082457、1990年5月発行
6. ISBN 978-4253082464、1990年9月発行
7. ISBN 978-4253082471、1990年12月発行

- 初潮のほん おんなのこ物語　ドリーミーライフシリーズ（小学館） ISBN 978-4091043115　1987年8月発行（原作：佐藤滋子/監修：堀口雅子）
- まんが物語 おとなになるって？ 初潮のほん　小学館ミニレディー百科シリーズ（小学館） ISBN 978-4092205635　1990年7月発行（原作：佐藤滋子/監修：堀口雅子）
- 私たちの叫びを聞いて!! 私の目は死んでない! (学事出版)　ISBN 978-4761910051　2003年8月（編：妹尾和弘）
- 紅ばらの伝説 ハーレクインＣ (宙出版)　ISBN 978-4872874969　2001年3月14日発行（著：サラ・クレイヴン）
- もつれた糸 (エメラルドコミックス ハーレクインシリーズ)  (宙出版)　ISBN 978-4872876314　2002年2月14日発行（著：メアリー・ライアンズ）
- 一夜だけでもハーレクインＣ (ハーレクイン)　ISBN 978-4596954459　2012年7月30日発行（著：サラ・クレイヴン）
- メバル釣り師の妻（オフィス漫、電子書籍）
- 釣り妻日記～一生幸せでいたいなら釣りをせよ！～（オフィス漫、電子書籍）既刊5巻
- くちびるに恋魔法－ラブマジック－（オフィス漫、電子書籍）全2巻、2018年12月7日発売
※掲載誌（『ひとみ』）休刊のため、未完。